# Силвер Лејк (Минесота)
Силвер Лејк (енгл. Silver Lake) град је у америчкој савезној држави Минесота.

## Демографија
По попису из 2010. године број становника је 837, што је 76 (10,0%) становника више него 2000. године.
| Група             | 2000.       | 2010.       |
| Белци             | 753 (98,9%) | 820 (98,0%) |
| Афроамериканци    | 1 (0,1%)    | 0 (0,0%)    |
| Азијати           | 0 (0,0%)    | 2 (0,2%)    |
| Хиспаноамериканци | 5 (0,7%)    | 12 (1,4%)   |
| Укупно            | 761         | 837         |